# سامانه شناسایی پترسون
سامانه شناسایی پترسون (به انگلیسی: Peterson Identification System) روشی کاربردی برای شناسایی میدانی جانوران، گیاهان و دیگر پدیده‌های طبیعی است. این توسط پرنده‌شناس راجر توری پترسون در سال ۱۹۳۴ برای نخستین سری از راهنمای میدانی خود ابداع شد. بدون توسل به شخصیت‌های پرنده‌ای که کلکسیونرهای اولیه در طول نیم سدهٔ گذشته بر آن‌ها تکیه می‌کردند، دوربین دوچشمی و لکه‌بینی جایگزین تفنگ ساچمه‌ای شده است." به این ترتیب، هم بازتاب و هم به آگاهی از جنبش اولیه محیطی در حال ظهور کمک کرد. یکی دیگر از کاربردهای این سامانه زمانی انجام شد که راجر توری پترسون از سال ۱۹۴۳ تا ۱۹۴۵ در سپاه مهندسان ارتش ایالات متحده ثبت نام کرد. "... شناسایی هواپیما - تکنیک تشخیص هواپیما - بر اساس روش شناسایی پرنده راجر - سیستم پترسون" بود.